# Skagsudde
Skagsudde är en fyrplats och lotsstation för hamnarna i Örnsköldsvik och Husum, belägen intill Skeppsmalns fiskeläge. Fyren byggdes 1957 och består av ett vitt torn med rött band samt ett lotshus ihopbyggt med tornet. Sjöfartsverket äger båda byggnaderna. 

## Skags gamla fyr
Fyren på Skagsudde ersatte Skags fyr från 1871 som var placerad på ön Gråklubben, cirka tre kilometer nordost om nuvarande plats, och som var av heidenstamtyp. Skags fyr monterades ned och lades i förråd men uppfördes på nytt 1971 vid Jävre i Piteå kommun. En modell av Skags fyr står framför den nya fyren.

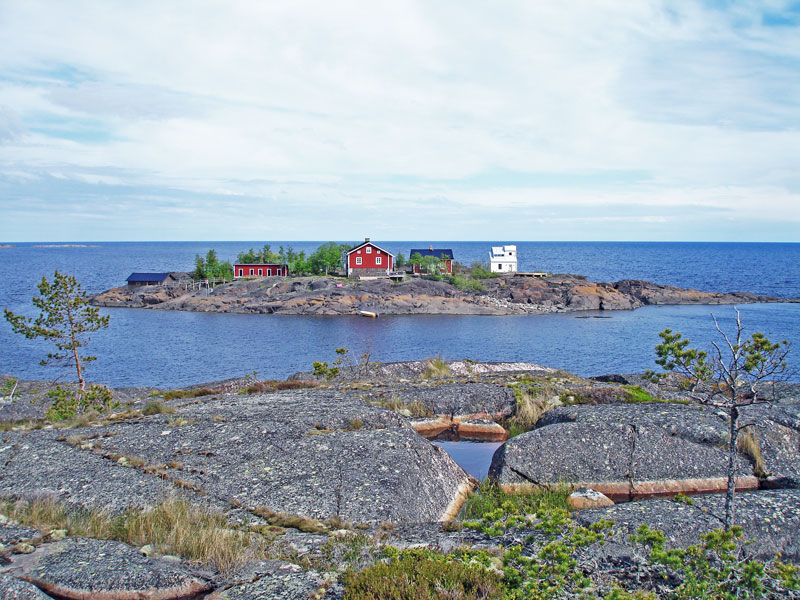
Gråklubben, där Skags gamla fyr byggdes 1871. Alla fyrplatsens byggnader utom själva fyren finns kvar på ön, som numera är i privat ägo.